# Corvera (ort i Spanien)
Corvera är en ort i Spanien.   Den ligger i provinsen Provincia de Cantabria och regionen Kantabrien, i den norra delen av landet, 300 km norr om huvudstaden Madrid. Corvera ligger 95 meter över havet och antalet invånare är 250.
Terrängen runt Corvera är huvudsakligen kuperad. Corvera ligger nere i en dal. Runt Corvera är det ganska glesbefolkat, med 34 invånare per kvadratkilometer. Närmaste större samhälle är Torrelavega, 12,3 km nordväst om Corvera. Omgivningarna runt Corvera är en mosaik av jordbruksmark och naturlig växtlighet.